# ژوزف گروسار
ژوزف گروسار (فرانسوی: Joseph Groussard‎؛ زادهٔ ۲ مارس ۱۹۳۴) دوچرخه‌سوار اهل فرانسه است.